# Serie A 1964-1965 (pallacanestro femminile)
Il campionato di pallacanestro femminile 1964-1965 è stato il trentaquattresimo organizzato in Italia.
Le dieci squadre di Serie A si affrontano in partite di andata e ritorno. La prima classificata vince lo scudetto (quest'anno assegnato tramite uno spareggio), le ultime tre retrocedono in Serie B. Il Portorico Vicenza vince il primo titolo battendo allo spareggio la Fiat Torino. Al terzo posto si classifica la Standa Milano.

## Classifica
|  |     | Classifica finale 1964-1965 | Pt | G  | V  | P  | PtF  | PtS |
|  | --- | --------------------------- | -- | -- | -- | -- | ---- | --- |
|  | 1.  | Portorico Vicenza           | 34 | 18 | 16 | 2  | 1163 | 789 |
|  | 2.  | Fiat Torino                 | 34 | 18 | 16 | 2  | 1067 | 716 |
|  | 3.  | Standa Milano               | 31 | 18 | 13 | 5  | 1084 | 791 |
|  | 4.  | Bristot Treviso             | 30 | 18 | 12 | 6  | 849  | 797 |
|  | 5.  | S. M. Bologna               | 29 | 18 | 11 | 7  | 895  | 824 |
|  | 6.  | Omsa Faenza                 | 26 | 18 | 8  | 10 | 883  | 932 |
|  | 7.  | Pejo Brescia                | 23 | 18 | 5  | 13 | 789  | 973 |
|  | 8.  | Cestistica Venezia          | 23 | 18 | 5  | 13 | 610  | 920 |
|  | 9.  | Ginnastica Triestina        | 22 | 18 | 4  | 14 | 762  | 971 |
|  | 10. | Pallacanestro Napoli        | 18 | 18 | 0  | 18 | 565  | 954 |

## Spareggio scudetto
| Milano 11 aprile 1965 | Portorico Vicenza | 68 – 61 | Fiat Torino | Palalido |

## Verdetti
- A.S. Portorico Vicenza campione d'Italia 1964-1965 (Bortolotto, Colla, Faggionato, Franzon, Marisa Gentilin, Medin, Nidia Pausich, Nicoletta Persi, Rigodanza, Verdi).
- Cestistica Venezia, Ginnastica Triestina e Pallacanestro Napoli retrocedono.